# Antigen carcinoembrionari
L'antigen carcinoembrionari (sovint referenciat com a CEA de l'abreviatura anglesa) és una glicoprotenia que es produeix durant el desenvolupament fetal i usualment no és detectable en la sang de les persones sanes adultes. Es INCLOU dins el grup de substàncies anomenades marcadors tumorals.
Els seus nivells sanguinis poden estar elevats en persones fumadores i en aquelles afectades de diversos tipus de càncer, incloent càncer de còlon, càncer de pàncrees, càncer de mama, càncer d'ovari i càncer de pulmó. També en diverses malalties no relacionades amb el càncer com la cirrosi hepàtica, la malaltia pulmonar obstructiva crònica, la malaltia de Crohn i moltes altres.
No està recomanada la utilització d'aquest estudi analític com a tècnica de cribratge per a la detecció primerenca de processos tumorals, ja que la seva sensibilitat és baixa. Si útil en canvi per valorar l'evolució del càncer de còlon després del tractament i detectar la recidiva de la malaltia.